# Lensia multicristata
Lensia multicristata is een hydroïdpoliep uit de familie Diphyidae. De poliep komt uit het geslacht Lensia. Lensia multicristata werd in 1925 voor het eerst wetenschappelijk beschreven door Moser. 